# Pulsaciones
Pulsaciones, és una sèrie de televisió espanyola de suspens. Es va estrenar el 10 de gener de 2017 a la cadena Antena 3, finalitzant el 14 de març del mateix any, i consta d'una única temporada de 10 episodis, amb trama tancada. Està produïda per Atresmedia, en col·laboració amb Globomedia.
Va ser seleccionada per l'agència The WIT entre les ficcions internacionals més destacades del MIPTV Media Market de 2016.

## Sinopsi
Narra la perillosa recerca que durà a terme Álex (Pablo Derqui), un neurocirurgià que es veurà obligat a resoldre les causes que envolten a la misteriosa mort d'un periodista de recerca, Rodrigo (Juan Diego Botto), el cor del qual acabarà salvant la vida del metge. De sobte, Álex experimentarà al seu cos i com a pròpies, vivències, records i ensomnis del seu donant, després d'haver-li estat trasplantat l'òrgan. En les seves perquisicions, el neurocirurgià estarà acompanyat per Lara, una jove periodista que posarà tot la seva obstinació a descobrir què s'amaga després de la mort de qui va ser el seu mentor i amic.

## Repartiment
- Pablo Derqui - Alejandro "Alex" Puga Solano
- Leonor Watling - Blanca Jiménez Apalategui
- Ingrid Rubio - Marian Gala
- Meritxell Calvo - Lara Valle Carreras
- Juan Diego Botto - Rodrigo Ugarte Sanz
- Antonio Gil - Santiago Ariza
- Alberto Berzal - Héctor Yagüe
- Carolina Lapausa - Olga (ep 1-9)
- Fernando Sansegundo - Lorenzo Meyer (ep 1-2, 4, 6-8)
- Javier Lara - Carlos Meyer (ep 1-2, 4-10)
- Manel Dueso - César Ramos (ep 1-7, 9)
- Nacho Marraco - Guzmán (ep 1, 7-8)
- José Pedro Carrión - Gabriel Escudero (ep 1-6)
- Ana Marzoa - Gloria (ep 1, 3-4, 8)
- Cristina Marcos - Amalia Sigüenza (ep 1, 5-10)
- María Mercado - Mónica
- Aroa Madurga - Verónica Egea (ep 6-10)
- Naia Madurga - Verónica Egea (ep 6-10)
- Juan Blanco - Salas (ep 1, 3-10)
- Amparo Vega León - Mare d'una noia desapareguda (ep 2, 4-8, 10)
- Martin Aslan - René (ep 1-4)
- Pere Brasó - Uribe (ep 6, 8-10)
- Ramón Esquinas - Óscar Vidal, amic de Rodrigo (ep 8-10)
- María Morales - Mare de Verónica Egea (ep 8-10)
- Òscar Rabadan - Pare de Verónica Egea (ep 6-10)

## Episodis i audiències
| Sèrie | Sèrie | Episodis | Estrena             | Final              | Audiència mitjana | Audiència mitjana | Audiència mitjana |
| Sèrie | Sèrie | Episodis | Estrena             | Final              | Espectadors       | Quota             |                   |
| ----- | ----- | -------- | ------------------- | ------------------ | ----------------- | ----------------- | ----------------- |
|       | 1     | 10       | 10 de gener de 2017 | 14 de març de 2017 | 2 132 000         | 13,0%             |                   |

### Temporada Única (2017)
| N.º (serie) | N.º (temp.) | Títol                         | Director(s)               | Data d'emissió       | Audiència         |
| ----------- | ----------- | ----------------------------- | ------------------------- | -------------------- | ----------------- |
| 1           | 1           | «La memoria del corazón»      | Emilio Aragón             | 10 de gener de 2017  | 3 011 000 (17,1%) |
| 2           | 2           | «No estoy loco»               | David Ulloa               | 17 de gener de 2017  | 2 515 000 (14,7%) |
| 3           | 3           | «El enemigo interior»         | David Victori             | 24 de gener de 2017  | 2 232 000 (13,9%) |
| 4           | 4           | «BN23»                        | Emilio Aragón             | 31 de gener de 2017  | 2 216 000 (13,1%) |
| 5           | 5           | «Mantenerse a flote»          | David Ulloa               | 7 de febrer de 2017  | 1 913 000 (11,9%) |
| 6           | 6           | «Entrando en el laboratorio»  | David Victori             | 14 de febrer de 2017 | 1 900 000 (12,1%) |
| 7           | 7           | «Verdades descubiertas»       | Emilio Aragón             | 21 de febrer de 2017 | 1 886 000 (11,7%) |
| 8           | 8           | «En búsqueda»                 | David Victori             | 28 de febrer de 2017 | 1 824 000 (11,5%) |
| 9           | 9           | «Comienza la cuenta atrás»    | David Ulloa Emilio Aragón | 7 de març de 2017    | 2 010 000 (12,5%) |
| 10          | 10          | «Álex decide cambiar su vida» | David Ulloa Emilio Aragón | 14 de març de 2017   | 1 816 000 (11,4%) |

## Emissió internacional
En febrer de 2017 es va confirmar que Walter Presents, servei de vídeo sota demanda de Channel 4, havia adquirit els drets de la sèrie per a Regne Unit i Estats Units sota el títol Lifeline. A més Netflix ha adquirit els seus drets per a Amèrica Llatina.